# Rtyně v Podkrkonoší zastávka
Rtyně v Podkrkonoší zastávka – przystanek kolejowy w miejscowości Rtyně v Podkrkonoší, w kraju hradeckim, w Czechach. Znajduje się na wysokości 435 m n.p.m.
Jest zarządzany przez Správę železnic. Na przystanku nie ma możliwości zakupu biletów, a obsługa podróżnych odbywa się w pociągu.

## Linie kolejowe
- 032 Jaroměř - Trutnov